# Abu Dhabi Golfkampioenschap 2008
Het Abu Dhabi Golfkampioenschap van 2008 werd op de Abu Dhabi Golf Club gespeeld van 21-24 januari. Het prijzengeld was € 1.347.504. Titelverdediger was Paul Casey.
Er deden 126 spelers mee. Robert-Jan Derksen miste de cut, Maarten Lafeber werd 23ste. Winnaar was de Duitser Martin Kaymer, die in 2007 de Sir Henry Cotton Rookie of the Year Award  gewonnen had. In 2010 en 2011 won hij het toernooi opnieuw.

## Top-10
| Nr | Speler          | R1 | R2 | R3 | R4 | Totaal | Totaal | Prijzengeld |
| -- | --------------- | -- | -- | -- | -- | ------ | ------ | ----------- |
| 1  | Martin Kaymer   | 66 | 65 | 68 | 74 | 273    | -15    | € 250.000   |
| T2 | Henrik Stenson  | 67 | 70 | 69 | 71 | 277    | -11    | € 225.421   |
| T2 | Lee Westwood    | 69 | 73 | 65 | 70 | 277    | -11    | € 117.475   |
| T4 | Richard Finch   | 71 | 70 | 69 | 68 | 278    | -10    | € 117.475   |
| T4 | Ignacio Garrido | 69 | 70 | 70 | 69 | 278    | -10    | € 57.438    |
| T4 | Peter Hedblom   | 69 | 70 | 69 | 70 | 278    | -10    | € 57.438    |
| T7 | James Kingston  | 71 | 68 | 72 | 68 | 279    | -9     | € 37.195    |
| T7 | Scott Strange   | 72 | 71 | 66 | 70 | 279    | -9     | € 37.195    |
| T9 | Paul McGinley   | 72 | 71 | 66 | 71 | 280    | -8     | € 28.674    |
| T9 | Ian Poulter     | 70 | 70 | 73 | 67 | 280    | -8     | € 28.674    |

2006 · 2007 · 2008 · 2009 · 2010 · 2011 · 2012 · 2013 · 2014